# Hypoxis symoensiana
Hypoxis symoensiana är en enhjärtbladig växtart som beskrevs av Justyna Wiland. Hypoxis symoensiana ingår i släktet Hypoxis och familjen Hypoxidaceae. Inga underarter finns listade i Catalogue of Life.